# Namco System 22

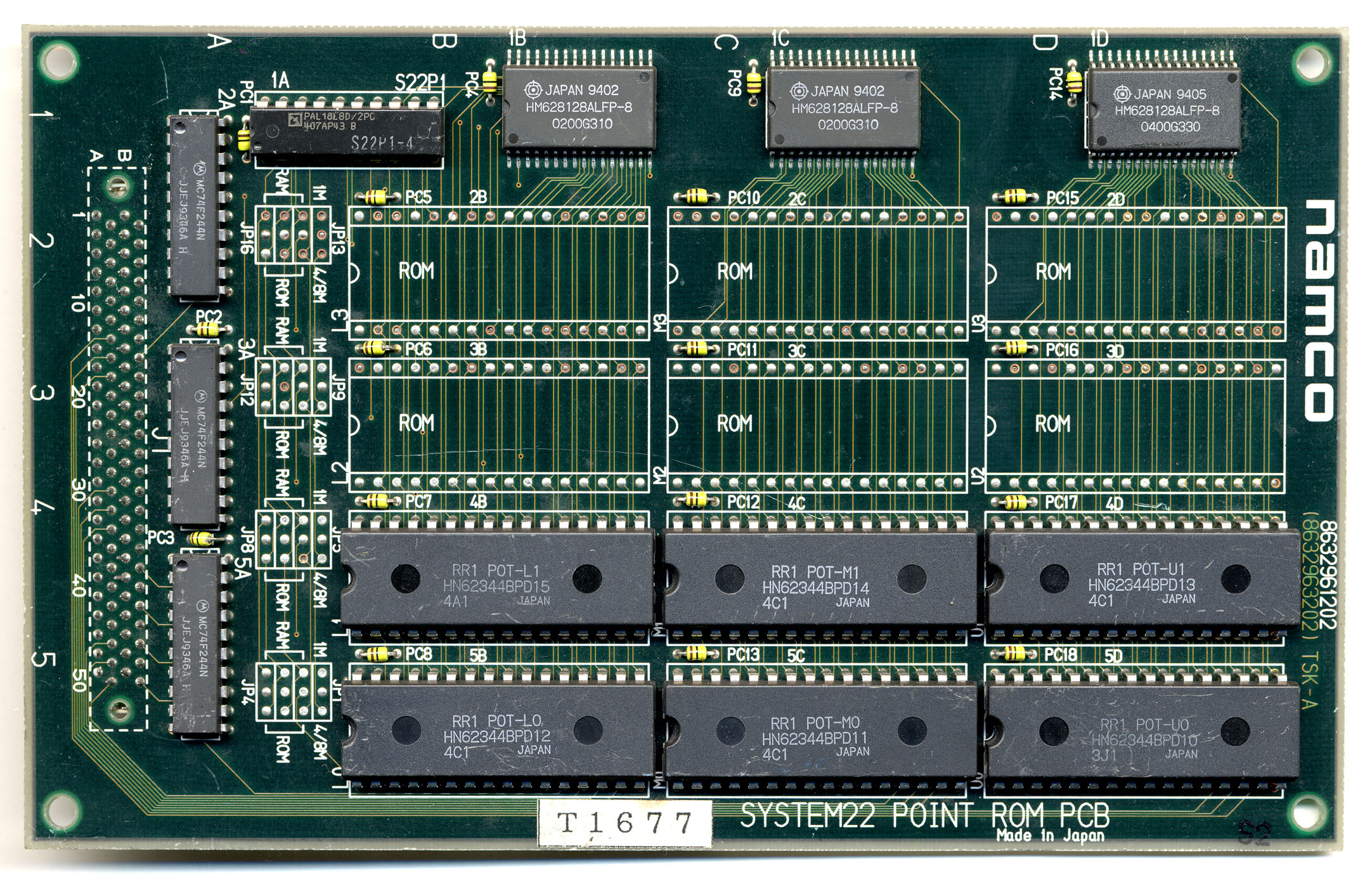
SYSTEM22 POINT ROM printplaat

Namco System 22 is de opvolger van het Namco System 21 arcadesysteembord. Het werd voor het eerst toegepast in 1992 in het spel Sim Drive in Japan, waarna het zijn debuut maakte in de rest van de wereld met Ridge Racer in 1993.
System 22 werd ontworpen door Namco in samenwerking met het simulatiebedrijf Evans & Sutherland. Grafische kenmerken van het systeem zijn texture mapping, Gouraud shading,  transparantie-effecten, en dieptebuffering. Dit was te danken aan de TR3 chip van Evans & Sutherland. Deze afkorting staat voor: Texture Mapping, Real-Time, Real-Visual, Rendering System. De processor geeft een scènebeschrijving aan de TR3 graphics processing unit en een rij DSP chips die 3D berekeningen uitvoeren.
Een variatie op het systeem, genaamd Super System 22, werd in 1995 ontwikkeld. De hardware was grotendeels vergelijkbaar met System 22, maar had een iets hogere polygooncapaciteit en meer speciale effecten.
Zowel Super System 22 als System 22 kunnen significant betere graphics, meer polygonen, scherpere texture mapping en een hogere resolutie aan dan de Sony Playstation, Sega Saturn en Nintendo 64.
Volgens Namco werd het racespel Ridge Racer in 1993 voor $11.995 verkocht.

## System 22 specificaties
- CPU: Motorola 68020 32-bit @ 24,576 MHz
- DSP: 2x Texas Instruments TMS32025 @ 49,152 MHz (exact aantal DSP's kan afwijken)
- GPU: Namco's in-house developed GPU (Texture Mapping, Real-Time, Real-Visual, Rendering System)
  - Eigenschappen: Texture mapping, Gouraud shading,  transparantie-effecten, dieptebuffering, 16,7 miljoen kleuren, 240.000 polygonen/seconde[1]
- Geluidsprocessor: Mitsubishi M37702 (System 22) of M37710 (Super System 22) @ 16,384 MHz
- Geluidschip: Namco C352
- + Namco Chips

## Lijst van System 22 / Super System 22 spellen
- Sim Drive (1992, beperkte uitgave)[2][3]
- Ridge Racer (1993)
- Ace Driver (1994)
- Alpine Racer (1994)
- Cyber Commando (1994)
- Ridge Racer 2 (1994)
- Ace Driver: Victory Lap (1995)
- Air Combat 22 (1995)
- Cyber Cycles (1995)
- Dirt Dash (1995)
- Rave Racer (1995)
- Time Crisis (1995)
- Tokyo Wars (1995)
- Alpine Racer 2 (1996)
- Alpine Surfer (1996)
- Aqua Jet (1996)
- Armadillo Racing (1996)
- Prop Cycle (1996)

## Galerij

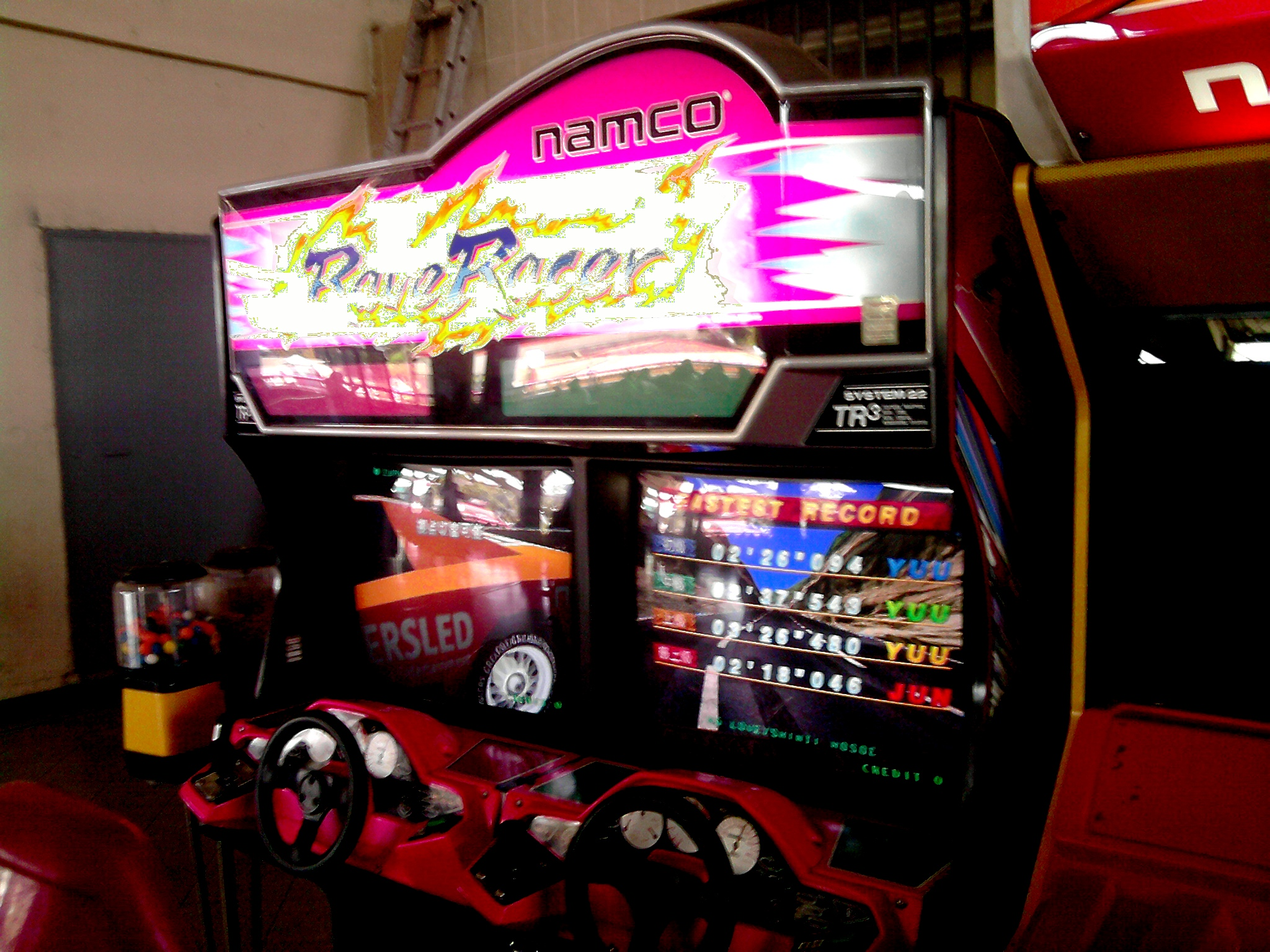
Namco System 22 Rave Racer
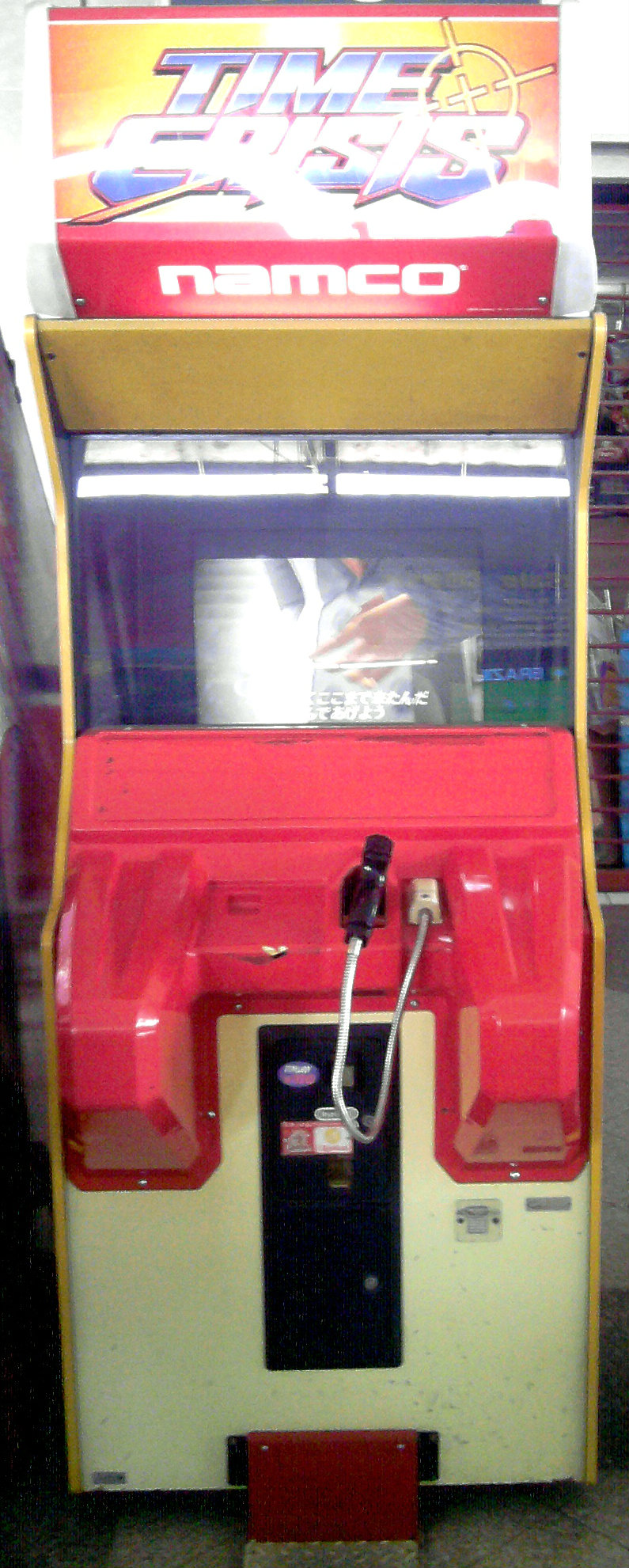
Namco System22 Time Crisis
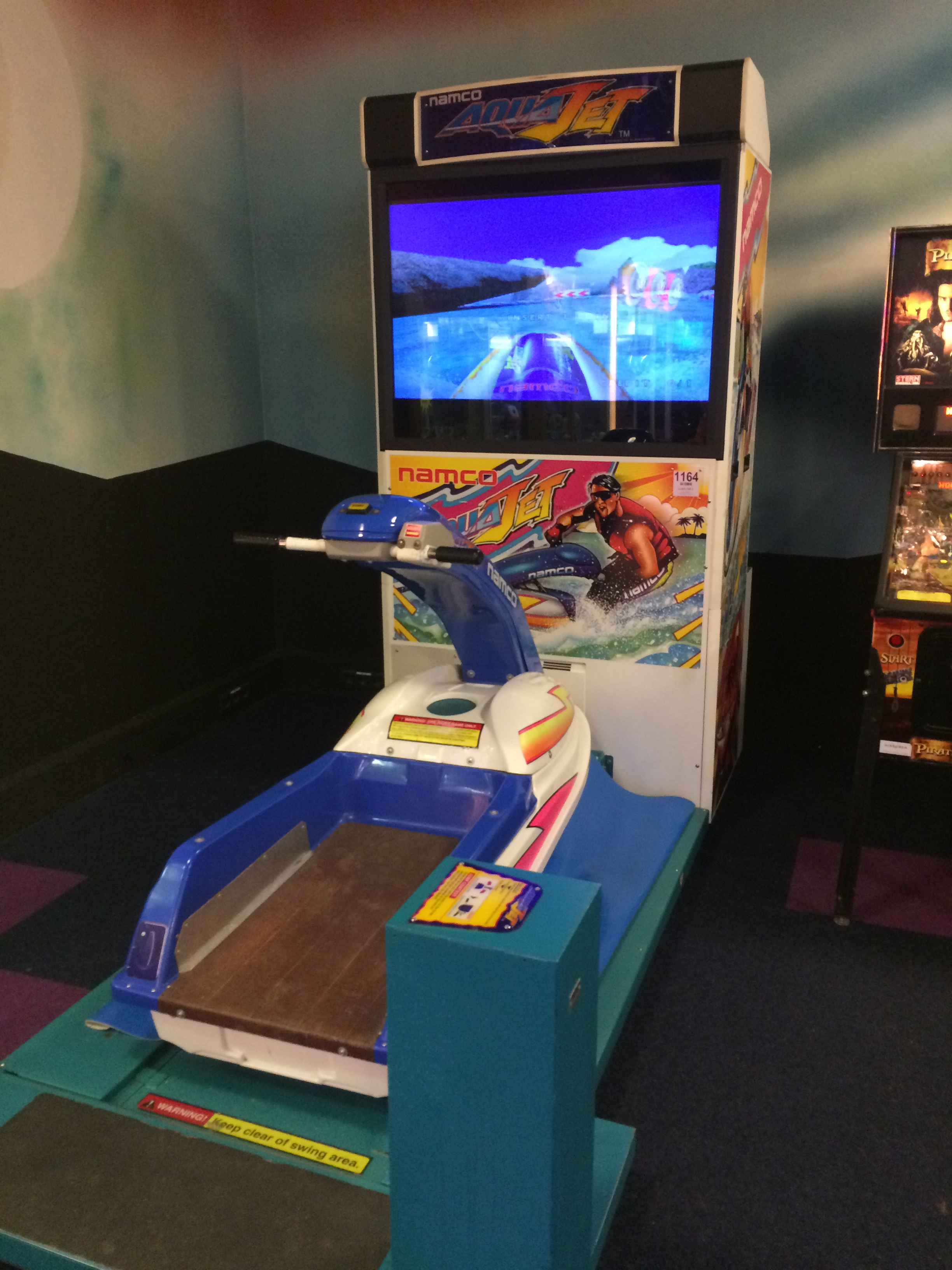
Namco Aqua Jet